# One and One Is Two
 One and One Is Two (englisch für: Eins und eins macht zwei) ist ein Song der britischen Musikgruppe The Strangers with Mike Shannon, der 1964 als ihre erste Single veröffentlicht wurde. Komponiert wurde er von Paul McCartney und unter der Autorenangabe Lennon/McCartney veröffentlicht.

## Hintergrund
Das Demo von One And One Is Two wurde wahrscheinlich Mitte Januar/Anfang Februar 1964 in Paris aufgenommen, wobei McCartney zu einer akustischen Gitarre und einem Klavier singt. Es wurde auf Wunsch des Verlegers Dick James im George V Hotel während der Konzertreihe der Beatles im Olympia aufgenommen. Das Demo wurde bisher nicht legal veröffentlicht.
One And One Is Two war ursprünglich für Billy J. Kramer & the Dakotas gedacht; die Gruppe lehnte aber ab. John Lennon soll während der Aufnahme des Demos gerufen haben: „Billy J. ist fertig, wenn er diesen Song bekommt.“ 1980 sagte er dazu: „Das ist ein weiterer von Pauls schlechten Versuchen, einen Song zu schreiben.“
Das Lied wurde auch der befreundeten Gruppe The Fourmost angeboten, die ebenso wie die Dakotas bereits andere Lennon/McCartney-Kompositionen aufgenommen hatten. Brian O’Hara, der Gitarrist und Sänger der The Fourmost sagte später zu dem Angebot: „McCartney kam ins Studio und spielte Bass auf One and One Is Two, aber es gab einfach kein Fleisch in dem Song und wir konnten damit nicht weiterkommen.“
Die Single One and One is Two mit der B-Seite Time and the River wurde letztlich am 8. Mai 1964 in Großbritannien von The Strangers with Mike Shannon veröffentlicht. Das Stück konnte sich nicht in den britischen Charts platzieren. Die Gruppe veröffentlichte im Dezember 1964 ihre zweite und letzte Single: Do You Or Don't You /  What Can I Do, die ebenfalls keinen Charterfolg hatte.

## Coverversionen
- Bas Muys – Lennon & McCartney Songs (Never Issued)[5]
- The Beatnix – It's Four You[6]
- Apple Jam – Off the Beatle Track[7]